# Sonka Vogt
Sonka Vogt ist eine deutsche Schauspielerin.

## Leben
Ihre Ausbildung absolvierte Sonka Vogt von 2008 bis 2012 an der Hochschule für Musik, Theater und Medien Hannover. Sie war und ist hauptsächlich am Theater tätig, u. a. am Theater Magdeburg und am Mittelsächsischen Theater Freiberg. 2019 spielte sie eine der Hauptrollen in dem Independent-Film Zwei ist eine gute Zahl.

## Filmografie (Auswahl)
- 2017 Zarah – Wilde Jahre
- 2018 Hubert ohne Staller
- 2021 Zwei ist eine gute Zahl

## Auszeichnungen
- 2011 Duopreis beim deutschen Schauspielschultreffen
- 2021 Best Actress bei den Tiburon Golden Reel Awards[1]
- 2021 Best Lead Actress beim Out Of The Can Festival[2]